# Лабом, Клод де
Клод де Лабом (фр. Claude de la Baume; ок. 1534, Франш-Конте — 14 июня 1584, Арбуа) — бургундский церковный деятель, архиепископ Безансона и кардинал.

## Биография
Второй сын Клода де Лабома, барона де Мон-Сен-Сорлена, маршала Бургундии, и Гийеметты д'Иньи.
Дата рождения определяется приблизительно, исходя из того соображения, что брак его родителей был заключен, согласно Самюэлю Гишнону и отцу Ансельму, 28.12.1532, и он не был старшим сыном. При этом сам Гишнон сообщает, что Клод был назначен коадъютором Безансонского архиепископства в 1543 году в возрасте 16 лет, и эти сведения перепечатывают отец Ансельм, Лоренцо Карделла в своих «Исторических записках о кардиналах Святой Римской церкви», и Минь с Бертоном. По словам Дюно де Шарнажа, Клоду в 1544 году было 12 лет, а по словам Ришара, всего семь лет.
Буллой от 27 июня 1543 назначен коадъютором Безансонского архиепископства и преемником своего дяди кардинала Пьера де Лабома. После должен был занять его кафедру, но Безансонский капитул проигнорировал папскую буллу, посчитав, что во времена религиозных смут диоцезу нужен опытный пастырь. 6 мая 1544 архиепископом был избран аббат Люксёя Франсуа Бонвало. Часть каноников отказалась участвовать в выборах, и спор был вынесен на суд императора и папы. Карл V назначил Жака дю Ре, декана Сен-Пьер-де-Лилля во Фландрии, временным администратором архиепископства. 24 сентября 1544 тот был принят капитулом.
Клод де Лабом получил поддержку императорского двора благодаря своей матери, которая в то время пользовалась там «непреодолимым влиянием». 5 января 1545 было достигнуто соглашение, согласно которому Бонвало сохранял пост администратора и треть доходов архиепископства, до достижения де Лабомом возраста 27—28 лет. Две трети доходов сохранялись за ним. Капитул признал соглашение, и в июле оно было утверждено папой.
Пока Бонвало управлял архиепископством, юный Клод де Лабом проходил обучение в Дольском университете. Среди его учителей были Антуан Люлль, приглашенный с Майорки преподавать теологию, и ставший позднее генеральным викарием у своего ученика, и каноник из Нозеруа Жильбер Кузен, человек, обладавший редкостными познаниями, но придерживавшийся сомнительных с точки зрения католической теологии взглядов. Он сопровождал Клода в 1558 году в Падую, и провел с ним там год.
В Доле Клод де Лабом вел жизнь, более подобавшую светскому сеньору, чем духовному лицу. Епископ Труа, сам претендовавший на безансонскую кафедру, обвинял его перед Римской курией в убийстве и разврате. Согласно корреспонденции кардинала Гранвеля, Клод де Лабом, перед принятием священства незаконно женился на Николь де Савиньи, даме де Сен-Реми, но этот брак был кассирован папой 20 декабря 1565. Наконец, архиепископа подозревали в симпатиях к Реформе, и, по словам Ришара, учитывая его беспутную и скандальную молодость, в это легко можно было поверить.

Эти страсти, эти дерзости, которым нет оправдания, отчасти объясняются неопытностью возраста, испорченностью эпохи, и колебаниями прелата, которые засвидетельствованы в течение долгого времени перед вступлением в духовное сословие.— Richard J. F. N. Histoire des diocèses de Besançon et de Saint-Claude. T. II, p. 220
Тем временем Франсуа Бонвало, находясь в сложных условиях религиозной борьбы, начал тяготиться должностью администратора, и искал возможности от нее избавиться. 3 апреля 1556 Франсуа де Лабом, граф де Монревель, Жерар де Ри, сеньор де Балансон, и аббат Розьера от имени Клода де Лабома предложили капитулу отправить его в отставку. При этом сам прелат не мог приступить к исполнению обязанностей архиепископа, поскольку еще не был священником, и выбрал в качестве суффраганов Никола Герена, приора Шарльё, получившего титул епископа Алесио и 150 экю в год на расходы, и Луи дю Тартра, аббата Бельво, профессора и представителя Дольского университета.
Одним из первых действий новой администрации было исполнение договора, заключенного в Арбуа 15 февраля 1556 с капитулом, и определявшего привилегии каноников. 12 августа 1558 Клод де Лабом лично заключил конкордат с парламентом для урегулирования споров, возникших при его предшественнике относительно юрисдикции официалов.
19 ноября 1561 был назначен на недавно учрежденную должность почетного рекетмейстера Дольского парламента.
В 1563 году закончил работу Тридентский собор. Папа ратифицировал его акты 6 января 1564, затем Филипп II поручил наместнице Нидерландов и графства Бургундского Маргарите Пармской проконсультироваться с губернаторами и советами земель о процедуре публикации декретов. 8 июня 1564 наместница предписала парламенту и губернатору Франш-Конте обсудить этот вопрос, и парламент 27-го вызвал архиепископа в Доль. 18 июля Клод де Лабом и губернатор Франсуа де Вержи прибыли в столицу графства, где столкнулись с оппозицией парламента, выдвинувшего возражения против трех пунктов соборных постановлений.
Архиепископ заявил, что позиция парламента противоречит решениям собора, и 10 сентября созвал генеральную ассамблею духовенства для выработки единого мнения, но парламент, не дожидаясь решения этого собрания, направил жалобу в Брюссель. Филипп II, ознакомившись с мнениями Маргариты Пармской и государственных советов Нидерландов и Бургундии, приказал опубликовать соборные постановления без изъятия, а три спорных пункта обещал урегулировать специальными ордонансами. В конце года наместница предписала де Лабому вывесить соборные декреты во всех церквях и следить за их исполнением.
Ситуация осложнялась тем обстоятельством, что архиепископ, торжественно прибывший в свой диоцез еще 18 марта 1561, не торопился принимать сан, а его легкомысленное поведение не было секретом для испанского двора. Филипп II потребовал от кардинала Гранвеля заняться этим вопросом, и влиятельный министр предпринял в отношении Лабома несколько демаршей, с целью заставить того принять священство и вести себя подобающе. Поначалу он получил уклончивый ответ, и Лабом даже предложил принять его отставку от должности, но в 1565 году одумался и в августе вступил в духовное сословие, а в конце февраля 1566 отправился в Рим, где Павел V украсил его паллием.
В отсутствие архиепископа диоцезом управлял Франсуа де Граммон, декан капитула. Клод де Лабом вернулся 21 октября 1571, и уже 24-го созвал провинциальный собор в Безансоне, при участии суффраганов Лозанны, Базеля и Белле. На этом собрании он опубликовал декреты Тридентского собора и заставил всех клириков принести присягу в их соблюдении. Тем не менее, верховный декан принес клятву с оговоркой о сохранении привилегий и кутюмов капитула. Декреты на этот раз были приняты без сопротивления, и Ришар объясняет это тем обстоятельством, что вольный имперский город Безансон не испытывал давления со стороны короля Испании. С этого момента Тридентские постановления получили силу закона, и даже Дольский парламент не стал против этого возражать.
Филипп II пошел еще дальше, введя в графстве Бургундском инквизиционный трибунал, чего не смог добиться в прочих бургундских владениях. Ришар утверждает, что эта мера была всего лишь барьером против протестантизма, а депутаты сословий графства проявили завидное усердие, помогая работе этого учреждения, при том, что одной из его функций была защита населения от малефиков и колдунов, которые были очень многочисленны в Юрских горах, и в частности, в окрестностях Сен-Клода.
Безансонский собор провел семь сессий, и закрылся, поручив дальнейшую работу архиепископу и ученой комиссии, действовавшим до июля 1572. Статуты, выработанные в результате их деятельности, касались вопросов церковной дисциплины и обрядности, устройства госпиталей, правилам поведения для преподавателей и образованных женщин, запрещению еретических, кощунственных и суеверных книг, и препятствий к церковной юрисдикции.
Серьезную опасность для католицизма во Франш-Конте представляли протестанты. В сентябре 1543 кальвинисты из Берна продвинулись через горные дефиле у замка Жу до Фура, в кантоне Сен-Лоран (Юра). Они планировали напасть на аббатство Сен-Клод, где могли надеяться на богатую добычу. Часть населения бежала из этого района, но оставшиеся сформировали отряд ополчения из 400 человек, под командованием самоназначенного капитана Клода Бланшо, и выступили против 500 лютеран и кальвинистов, продвигавшихся к Сен-Клоду. Те, не приняв боя, обратились в бегство, католики бросились в погоню и, настигнув противника, устроили кровавую бойню.
Не видя возможности противостоять росту протестантизма, архиепископ обратился к королю Испании с предупреждением о том, что, без принятия срочных мер, город вскоре может поменять религию. Император Максимилиан II послал ему на помощь вооруженный отряд во главе с графом де Монфором и бароном де Польвилье. Они прибыли в город 15 августа 1572, после чего немало подозрительных лиц было арестовано. В числе прочих был схвачен Жильбер Кузен, брошенный в архиепископскую тюрьму, где он и умер через десять лет. Всего было обнаружено более трехсот предполагаемых еретиков.
В 1575 году после жестокого сражения была отражена попытка протестантских изгнанников овладеть Безансоном при помощи отряда швейцарцев, а 21 февраля 1578 Григорий XIII своим бреве возвел Клода де Лабома в сан кардинала с титулом Санта-Пуденцианы. Инсигнии нового достоинства архиепископ принял 18 октября 1580 в базилике Святого Иоанна Евангелиста, в присутствии клира и народа.
Последние дни архиепископа были омрачены введением Реформы в Мандёре, городке, половина которого принадлежала графу Монбельяра. Подданные графа стали протестантами, а подданные архиепископа остались католиками. Церковь в Мандёре была одна, и после религиозного раскола совместно использовалась двумя конфессиями до 1679 года, когда Франш-Конте перешло под власть Людовика XIV.
Губернатор провинции, парламент и сам Филипп II направляли по этому поводу бесполезные представления графу Фридриху Вюртембергскому. Архиепископ намеревался укрепить Мандёр и объявить войну князю (1583), с помощью эрцгерцога Фердинанда и католических кантонов Швейцарии, но этому помешала внезапная смерть.
В мемуарах кардинала Гранвеля по этому поводу сообщается следующее:

Он умер без исповеди и оставил более ста тысяч франков долгов, и погребен в бедной и дырявой кухонной скатерти, вместо савана, бумажной митре, с восемью факелами и шестью маленькими подсвечниками; Бог да помилует его!— Richard J. F. N. Histoire des diocèses de Besançon et de Saint-Claude. T. II, p. 260
Согласно изданию Gallia Christiana, Клод де Лабом был назначен Филиппом II на должность вице-короля Неаполя, но скончался, не успев отправиться к месту назначения. Эти сведения повторяют все авторы биографических справок об архиепископе.
По словам Ришара, архиепископ был одним из самых богатых бенефициариев своего времени, он был аббатом в Сен-Клоде, Шарльё и Нантюа, и приором в Арбуа и Жиньи, поэтому оставленные им долги, по мнению этого автора, следует объяснить чрезмерной щедростью прелата, поскольку еще во времена Дюно в Безансоне ходили рассказы о его благодеяниях.
Был погребен рядом с дядей в церкви Сен-Жюст в Арбуа.